# 진노전휴거
진노전휴거란 기독교 종말론 전천년설에 속한 여러 가지 휴거설 중의 하나인데, 예수님의 재림과 휴거가 대환란 후 6번째 인이 떼어진 후에 일어나며 하나님의 진노, 즉 하나님의 심판 전에 일어난다고 주장한다.

## 기원
진노전휴거란 명칭은 마빈 로젠털 (Marvin Rosenthal) 이 The Sign and The Rapture Question Answered: Plain & Simple 을 쓴 그의 친구 로버트 밴 캠픈 (Robert Van Kampen)의 권유를 받아 저술하고 토마스 넬슨 출판사에 의해 1990년에 출판된 "교회의 진노전휴거" (The Pre-Wrath Rapture of the Church, published by The Thomas Nelson in 1990) 라는 책에서 처음 사용되었다.

## 참고 문헌
- Showers, Renald E: The Pre-Wrath Rapture View, Kregel Academic & Professional (2001)
- Rosenthal, Marv: "The Pre-Wrath Rapture of the Church: Is It Biblical?", Regular Baptist Press (1991)